# El Messaid
El Messaid ou M'Said (em árabe: المساعيد) é um município localizado na província de Aïn Témouchent, no noroeste da Argélia. Em 2010, sua população era de 4 519 habitantes.